# Xialu
Xialu (en chino, 下陆; pinyin, Xiàlù) es un distrito urbano bajo la administración directa de la Prefectura Huangshi  en la Provincia de Hubei, República Popular China.  Su área es de 66 km² y su población total para 2010 superó los 170 mil habitantes. 

## Administración
Desde octubre de 2022, el Distrito Xialu  se divide en 4 pueblos administrados en subdistritos.

## Toponimia
Los dos sinogramas de topónimo son Xia (bajo) y Lu (nombre propio).
En el año 780 AD durante la dinastía Tang, Lu Jiongzong (陆迥宗), hermano del canciller imperial Luzhi (相陆), se estableció al pie del monte Dongfang (东方山) en Daye. Con el tiempo, muchas familias del clan Lu (陆姓) se asentaron en la parte baja de la montaña. Debido a esta concentración de familias Lu , el lugar acabó siendo conocido como Xialu de la frase "una mancha Lu bajo el monte Dongfang"  (“东方山下一片绿 陆 “Dōngfāng shānXià yīpiàn lù).